# Teleostis
Els teleostis (Teleostei, gr. 'ossos complets') són una de les tres infraclasses de la classe dels actinopterigis, o peixos d'aletes radiades. Aquest grup divers, que aparegué al període Triàsic, inclou unes 20.000 espècies vivents repartits entre uns 40 ordres. Les altres dues infraclasses, els holostis i els condrostis, són parafilètiques.
Basant-se en la biomassa, o en el nombre d'espècies (una tercera part dels vertebrats són teleostis), els teleostis són els vertebrats típics i dominants.

## Superordresiordres
- Superordre Acanthopterygii
  - Ordre Atheriniformes
  - Ordre Beloniformes
  - Ordre Beryciformes
  - Ordre Cetomimiformes
  - Ordre Cyprinodontiformes
  - Ordre Gasterosteiformes
  - Ordre Gobiesociformes
  - Ordre Ichthyodectiformes †
  - Ordre Leptolepiformes †
  - Ordre Mugiliformes
  - Ordre Perciformes
  - Ordre Pleuronectiformes
  - Ordre Pholidophoriformes †
  - Ordre Scorpaeniformes
  - Ordre Stephanoberyciformes
  - Ordre Synbranchiformes
  - Ordre Syngnathiformes
  - Ordre Tetraodontiformes
  - Ordre Zeiformes
- Superordre Clupeomorpha
  - Ordre Clupeiformes
- Superordre Cyclosquamata
  - Ordre Aulopiformes
- Superordre Elopomorpha
  - Ordre Albuliformes
  - Ordre Anguilliformes
  - Ordre Elopiformes
  - Ordre Notacanthiformes
  - Ordre Saccopharyngiformes
- Superordre Lampridiomorpha
  - Ordre Lampridiformes
- Superordre Ostariophysi
  - Ordre Characiformes
  - Ordre Cypriniformes
  - Ordre Gonorynchiformes
  - Ordre Gymnotiformes
  - Ordre Siluriformes
- Superordre Osteoglossomorpha
  - Ordre Hiodontiformes
  - Ordre Osteoglossiformes
- Superordre Paracanthopterygii
  - Ordre Batrachoidiformes
  - Ordre Gadiformes
  - Ordre Lophiiformes
  - Ordre Ophidiiformes
  - Ordre Percopsiformes
- Superordre Polymyxiomorpha
  - Ordre Polymixiiformes
- Superordre Protacanthopterygii
  - Ordre Argentiniformes[4]
  - Ordre Esociformes
  - Ordre Osmeriformes
  - Ordre Salmoniformes
- Superordre Scopelomorpha
  - Ordre Myctophiformes
- Superordre Stenopterygii
  - Ordre Ateleopodiformes
  - Ordre Stomiiformes